# Digonocryptus sutor
Digonocryptus sutor là một loài tò vò trong họ Ichneumonidae.